# Stand der medizinischen Erkenntnisse
Der Stand der medizinischen Erkenntnisse ist ein Begriff aus dem deutschen Seearbeitsgesetz und bezeichnet den im Verkehrsblatt oder im Bundesanzeiger jeweils zuletzt bekannt gemachten Stand der medizinischen Anforderungen in der Seeschifffahrt (§ 107 Abs. 2 Satz 4 SeearbG). Der Stand der medizinischen Erkenntnisse wird von dem durch das Bundesministerium für Digitales und Verkehr errichteten Ausschuss für medizinische Ausstattung in der Seeschifffahrt ermittelt und festgelegt (§ 108 Abs. 1 Satz 2 Nr. 2 SeeArbG).
Bei der Feststellung des Stands der medizinischen Erkenntnisse ist die Norm A4.1 Absatz 1 Buchstabe b des Seearbeitsübereinkommens zu berücksichtigen, nach der Seeleute so weit wie möglich einen Gesundheitsschutz und medizinische Betreuung erhalten sollen, die im Allgemeinen den Arbeitnehmern an Land zur Verfügung stehen. Die medizinische Betreuung von deutschen Seeleuten an Bord hat sich daher so weit wie möglich an dem entsprechenden deutschen Standard an Land zu orientieren.
Für Beschäftigte an Land gelten das Fünfte Buch Sozialgesetzbuch – Gesetzliche Krankenversicherung (SGB V) und das Siebte Buch Sozialgesetzbuch – Gesetzliche Unfallversicherung (SGB VII). Den Leistungsumfang legen dort die Kassenärztlichen Bundesvereinigungen, die Deutsche Krankenhausgesellschaft und der Spitzenverband Bund der Krankenkassen im Gemeinsamen Bundesausschuss (§ 91 SGB V) bzw. die Verbände der Unfallversicherungsträger sowie die Kassenärztliche Bundesvereinigung und die Kassenzahnärztliche Bundesvereinigung (Kassenärztliche Bundesvereinigungen) vertraglich fest (§ 34 Abs. 3 SGB VII). Während in der gesetzlichen Krankenversicherung das Wirtschaftlichkeitsgebot gilt (§ 12 SGB V), haben Qualität und Wirksamkeit der Leistungen zur Heilbehandlung und Teilhabe in der gesetzlichen Unfallversicherung dem allgemein anerkannten Stand der medizinischen Erkenntnisse zu entsprechen und den medizinischen Fortschritt zu berücksichtigen (§ 26 Abs. 4, Abs. 5 SGB VII).

## Bedeutung
Die Feststellungen des Ausschusses sind insbesondere für die Reeder wichtig, da sie bei Beachtung und Umsetzung der Feststellungen des Ausschusses ihrer Pflicht zur Ausrüstung ihrer Schiffe mit einer geeigneten medizinischen Ausstattung aus § 107 SeeArbG nachkommen. Auch für die Praxis der Kontrollen der medizinischen Räumlichkeiten und der Ausstattung durch die Berufsgenossenschaft ist die Arbeit des Ausschusses bedeutsam. Nicht zuletzt orientiert sich die medizinische Ausbildung von Schiffsoffizieren und Kapitänen sowie die funkärztliche Beratung durch das Krankenhaus Cuxhaven an den Feststellungen des Ausschusses.

## Stand der medizinischen Anforderungen
Nach der Neunten Bekanntmachung des Standes der medizinischen Anforderungen in der Seeschifffahrt (Stand der medizinischen Erkenntnisse) vom 28. Dezember 2022 umfasst der festgestellte Stand der medizinischen Erkenntnisse:
- Allgemeine Regeln
- Anlagen
  - Anlage 1: Zuordnung der Schiffe und Fahrtgebiete zu den Verzeichnissen
  - Anlage 2 mit folgenden Verzeichnissen:
    - Verzeichnis 1 Ausstattungsumfang A, B, C
    - Verzeichnis 2 Notfalltasche und Arztmodul
    - Verzeichnis 3 Schiffsarztverzeichnis
    - Verzeichnis 4 Verzeichnis CR
    - Verzeichnis 5 MFAG-Verzeichnis

  - Anlage 3: Stauplan des Apothekenschrankes
  - Anlage 4: Muster für das Krankenbuch
  - Anlage 5: Muster für das Betäubungsmittelbuch
  - Anlage 6: Muster für das Ärztliche Berichtsformular
  - Anlage 7: Muster Verlauf Vitalparameter.